# Parafia Matki Bożej Różańcowej w Lisiej Górze
Parafia Matki Bożej Różańcowej w Lisiej Górze – parafia rzymskokatolicka położona w diecezji tarnowskiej w dekanacie Tarnów Północ. Erygowana w XIII wieku. Mieści się przy ulicy Stefana Jaracza.

## Historia
Parafia powstała tutaj najprawdopodobniej w XIII / XIV w. W kronice parafialnej czytamy: „W środku wsi Lisia Góra przed rokiem 1368 był kościół drewniany pod wezwaniem św. Wojciecha”. Fakt ten potwierdza Jan Długosz w „Liber Beneficiorum” (1470 r.). W miejscu obecnej świątyni stał wówczas niewielki drewniany kościółek ufundowany przez Leliwitów Tarnowskich. Służył on parafianom przez wiele lat, bo aż do roku 1710, kiedy to spłonął doszczętnie z całym wyposażeniem. Należy pamiętać, iż Lisia Góra była przez lata bardzo dużą parafią, gdyż obejmowała okoliczne wsie. I tak w 1665 r. należały do niej oprócz Lisiej Góry: Żukowice, Śmigno, Pawęzów, Lipiny, Zaczarnie, Kobierzyn, Łukowa, Wymysł, Wychylówka, Breń, Piaski i Krzyż.
Dzieła budowy nowej, murowanej świątyni barokowej (z zachowaniem poprzedniego wezwania), podjął się jej ówczesny administrator, ks. Maciej Schabowicz. Budowa trwała od roku 1716 do 1728. Konsekracji dokonał w dniu 17 października 1734 r. ks. biskup Michał Kunicki. Został też wyznaczony dzień obchodzenia rocznicy poświęcenia kościoła na pierwszą niedzielę po święcie przeniesienia relikwii św. Wojciecha. Niedługo potem, bo już w 1747 r. znów kościół został dotknięty pożarem. Przy okazji prac remontowych i budowlanych wykonano chór muzyczny i dwa boczne ołtarze – św. Jana Nepomucena (obecnie Serca Pana Jezusa) i św. Antoniego. Podobnie duża inwestycja miała miejsce dopiero w drugiej połowie XIX w. Wydłużono wtedy nawę główną, dobudowano zakrystię od strony południowej.

## Obraz Matki Bożej Różańcowej
Parafia lisiogórska zasłynęła z kultu maryjnego za sprawą obrazu Matki Bożej Różańcowej, który uznano jako cudowny po trzykrotnym ocaleniu go z pożaru. Jak podają  źródła, istniało tu też od dawna Bractwo Różańcowe, dokument wizytacji parafii z 1665 r. potwierdza, iż Bractwo to posiadało obraz Najświętszej Maryi Panny „wieloma srebrnymi wotami przyozdobiony”. Obraz posiadał sukienki, a głowa Matki Boskiej i Dzieciątka ozdobiona była koronami ze srebra i złota. Na początek powstania Bractwa i umieszczenia tego obrazu w kościele źródła wskazują wiek XVI. Obraz ten został zrabowany przez Kozaków, a na jego miejsce umieszczono inny, podobny do pierwotnego z wieku XVIII. Obecny kult maryjny przejawia się przez tradycyjne nabożeństwa maryjne; zwłaszcza w środowych nowennach, nabożeństwie fatimskim i I sobót miesiąca. W parafii działają liczne róże różańcowe (14 róż mężczyzn i 26 róż kobiet). Na wieży kościoła jeden z trzech dzwonów nosi imię Matki Bożej Różańcowej (odlany w 1979 r.). W pierwszą niedzielę października parafia obchodzi odpust ku czci Maryi Różańcowej. Obok kościoła z okazji jubileuszu 650-lecia istnienia parafii powstał Ogród Różańcowy.

## Proboszczowie
Proboszczowie od 1700 roku:
- ks. Maciej Schabowicz (1700–1723)
- ks. Jan Fabianowski (1724–1730)
- ks. Józef Pełczycki (1731–1759)
- ks. Wojciech Maciński (1760–1784)
- ks. Kazimierz Kapuściński (1785–1790)
- ks. Józef Wincenty Króliński (1790–1798)
- ks. Izydor Brodziński (1798–1801)
- ks. Wincenty Molęcki (1801–1807)
- ks. Błażej Kalczyński (1807–1816)
- ks. Ignacy Zaremba (1817–1828)
- ks. Wincenty Balicki (1828–1835)
- ks. Stanisław Morgenstern (1835–1848)
- ks. Franciszek Pragłowski (1849–1859)
- ks. Jan Rybarski (1859–1868)
- ks. Maciej Wojnowski (1869–1882)
- ks. Wojciech Bryndza (1882–1915)
- ks. Ignacy Poniewski (1916–1928)
- ks. Jan Obłąk (1943-1947) administrator[8]
- ks. Aleksander Rusin (1928–1970)(w latach 1939-1947 przebywał w USA)
- ks. Jan Białobok (1970–1978)
- ks. Franciszek Ozorka (1978–1994)
- ks. Stanisław Szałda (1994–2021)
- ks. Krzysztof Bułat (od 2021)